# Entomobrya subarctica
Entomobrya subarctica is een springstaartensoort uit de familie van de Entomobryidae. De wetenschappelijke naam van de soort is voor het eerst geldig gepubliceerd in 1962 door Stach.